# 그놈 목소리
《그놈 목소리》(영어: Voice Of A Murder)는 2007년 개봉된 대한민국의 영화이다. 1991년 1월 29일에 발생한 이형호 유괴 살해 사건을 모티브로 만들어졌다.

## 줄거리
어느 날 대한민국의 유명 뉴스 앵커 한경배의 9살 아들 상우가 흔적도 없이 사라진다. 이후 경배는 소년의 목숨을 담보로 몸값으로 10만 달러를 요구하는 익명의 전화를 받는다. 소년의 어머니 오지선이 경찰에 연루된 후에는 교환이 이루어지지 않는다.
경찰은 김욱정 형사를 사건에 배정하고 비밀수사대와 포렌식팀을 꾸린다. 그러나 때때로 "나쁜 놈의 목소리"라고 불리는 납치범은 사건에 배정된 어떤 형사보다 똑똑한 것 같다. 말할 것도 없이 그의 감정 없는 목소리는 그가 들키지 않을 자신이 있을 가능성을 암시한다. 그의 교활함의 예는 돈을 가지고 도망친 유괴범을 체포할 수 있는 기회에 경배의 차 트렁크에 숨어 있던 김이 유괴범에게 납치되어 고문을 당하고 조롱을 당하는 것에서 볼 수 있다. 알몸으로 어딘가에 남아 있다. 시간이 지남에 따라 납치범이 몸값을 요구하면서 조롱하면서 전화로 계속해서 조롱하면서 소년의 부모는 안절부절하고 화를낸다. 경찰은 경배의 전 절친 이재준을 포함해 경배를 감옥에 보낸 것에 대해 원한을 품고 있지만 빈틈없는 알리바이를 갖고 있는 이재준 등 다수의 용의자를 확보하고 있다.
유괴범은 다시 한 번 경배에게 전화를 걸어 차를 되찾았는지 묻고 아들의 목소리를 듣게 해 경배에게 상우가 아직 살아있다고 설득한다. 그러나 점점 더 적대적인 경배의 말투에 싫증이 난 유괴범은 아들을 살리기 위해 공개된 장소로 자신을 만나러 오라고 지선에게 요구한다. 도착하자마자 그녀는 가명에 속한 계좌에 10만 달러를 지불하라는 지시를 받았지만 스트레스가 많은 시련 중에 기절한다.
여전히 이재준을 유괴범으로 믿고 있는 경찰과 경배는 이재준이 아닌 것으로 밝혀질 때까지 계속해서 그를 조사하고 심문한다. 그러던 중 오디오 포렌식 전문 수사관이 전화로 목숨을 구걸하는 소년의 삶의 증거 중 하나가 테이프 녹음임을 밝힌다. 이에 경찰은 경배에게 사건을 공개하라고 제안한다. 유괴범은 롯데월드의 특정 장소에 100조를 더 달라고 다시 한 번 전화를 건다. 경배는 괴로운 경험을 끝내기로 결심하고 유괴범의 지시에 따라 유괴범이 돈을 되찾도록 돈을 투입하지만 약속 장소에 아들이 없다는 것을 알게 된다.
상우가 납치된 지 44일째 되는 날, 경찰은 한강 공원 근처에서 어린 소년의 숨진 시체를 발견한다. 곧 경배는 자신의 이야기를 보도하기 위해 앵커로 돌아가 상우의 살인범을 잡을 수 있도록 도와달라고 대중에게 간청한 후 살인자의 목소리를 녹음하여 청중에게 들려준다.

## 캐스팅
- 설경구 : 상우 아버지, 뉴스 앵커 한경배 역
- 김남주 : 상우 어머니, 오지선 역
- 김영철 : 강력반 형사 김욱중 역
- 강동원 : 유괴범 태훈 목소리 역
- 송영창 : 노 반장 역
- 고수희 : 차수희 역
- 김광규 : 형사과장 역
- 이형철 : 한상우 역
- 조석현 : 박 형사 역

## 스탭
- 감독·각본 : 박진표
- 프로듀서 : 안수현
- 제작 : 이유진
- 촬영 : 김우형
- 편집 : 김미주
- 조명 : 고낙선
- 조연출 : 국동석
- 동시녹음 : 이태규
- 음악 : 이병우
- 미술 : 이인옥
- 제작 : 영화사 집
- 배급 : CJ엔터테인먼트

## 수상
- 제 6회 대한민국 영화대상 : 음향상 (김석원 외 2명)